# 旅顺船坞旧址
38°48′13″N 121°15′38″E / 38.80365°N 121.26057°E
旅顺船坞旧址或称旅顺大坞，位于辽宁省大连市旅顺口区港湾街58号，在大连辽南船厂（亦称中国人民解放军海军4810工厂）厂区内。
船坞是清政府在1880年代为北洋水师所兴建的。当时，清政府在旅顺口为北洋水师修建军港，以作保障，由此修建了一系配套工程。船坞是主要工程之一，1890年工程竣工。当时被称“远东第一大坞”，是中国近代船舶工业的“四局二坞”之一。建有东北地区第一条国内电报线，中国第一条国际电报线和第一条自来水管线，是东北工业的萌芽之地。船坞随旅顺港先后被俄罗斯、日本占领。1945年，日本无条件投降之后，被苏联接管。1955年，中国收回旅顺港。至今仍为中国人民解放军海军服务。
2013年，中国国务院将之以旅顺船坞旧址之名列为第七批全国重点文物保护单位中的（近现代重要史迹及代表性建筑）。2017年时，旅顺口区人民政府与大连辽南船厂为旅顺船坞申报中国工业遗产。2018年1月，包括船坞、木作坊、吊运库房、船坞局办公楼、电报局、泵房等在内的遗存以旅顺船坞之名列入中国工业遗产保护名录第一批名单。